# 巴耶格蘭德 (玻利維亞)
巴耶格蘭德是玻利維亞的城鎮，位於該國中南部，由聖克魯斯省負責管轄，距離首府聖克魯斯125公里，海拔高度2,041米，每年平均降雨量約700毫米，2010年人口9,304。

## 外部連結
- Map of Vallegrande Province
- Vallegrande Travel Guide （页面存档备份，存于）
- The Che Trail in Bolivia （页面存档备份，存于）
- Che Guevara Route, Vallegrande Region

18°29′S 64°06′W / 18.483°S 64.100°W